# Ифлянт, Николай Юсторович
Николай Юсторович Ифлянт (писался также Инфлянт, Ифлант) (умер в 1709 году) — русский генерал-майор кавалерии (1707), участник Северной войны.

## Биография
Поступил на службу в русские полки «Иноземного строя» в 1674-75 годах прапорщиком рейтаров. Прослужив 13 лет прапорщиком и поручиком, произведен в капитаны, затем в майоры. В этих чинах пробыл ещё 8 лет, с 1696-97 года — подполковник. В этом чине переведен в 1700 году в Преображенский драгунский полк, сражался при Гуммельсгофе (1702), был ранен.
Осенью 1703 года возглавил собственный драгунский полк в чине полковника (позже — Псковский драгунский полк). В 1704 году участвовал в осаде Нарвы, в 1705 году сражался при Гемауертгофе, в 1706 году — при Калише. В 1706 году сделан бригадиром, с 1707 года — генерал-майор. Участник антишведской кампании 1708-09 годов: сражался при Головчине, затем оборонял Стародуб от шведского корпуса генерала А. Лагеркруны.